# Argyreia baoshanensis
Argyreia baoshanensis är en vindeväxtart som beskrevs av S. H. Huang. Argyreia baoshanensis ingår i släktet Argyreia och familjen vindeväxter. Inga underarter finns listade i Catalogue of Life.